# Gushing
Gushing (englisch to gush = [sich] ergießen) ist selten auftretende, plötzliche und spontane Überschäumung eines kohlensäurehaltigen Getränkes aus einer Flasche oder Dose, ohne dass diese zuvor geschüttelt wurde. Von Gushing können alle karbonisierten, d. h. kohlensäurehaltigen Getränke, wie Bier, Sekt, Schaumweine und Champagner, sowie Fruchtsaftschorlen und auch Mineralwasser betroffen sein.
Es handelt sich hierbei um ein chemisch-physikalisches Phänomen, dessen genaue Ursachen trotz langjähriger Forschung noch nicht vollständig geklärt werden konnten. Der Kohlensäuregehalt stellt die treibende Kraft für Gushing dar, ist aber nicht deren Ursache. Damit es zu einem spontanen Entbinden der Kohlensäure kommen kann, sind sogenannte Kondensationskeime, kleinste Partikel oder Mikroblasen, erforderlich.
Bezüglich der Ursachen unterscheidet man zwei Formen:
- Für das primäre Gushing werden als Ursache Rohstoffeinflüsse (Braugetreide bei Bier, Trauben und Früchte bei Sekt und Saftschorlen) vermutet. Die Ursachen sind noch nicht abschließend aufgeklärt und zahlreiche nationale und internationale Forscherteams befassen sich mit der Aufklärung der Ursachen. Zurzeit wird als wahrscheinliche Ursache die witterungsbedingt schwankende Qualität der natürlichen Rohstoffe hierfür verantwortlich gemacht.
- Für das sekundäre Gushing konnten verschiedene technologische Ursachen gefunden werden wie Partikel und Kristalle im Getränk oder Rauhigkeiten auf der Innenseite der Flaschen oder Dosen, die als Kondensationskeime dienen. Die technologischen Ursachen sind weitgehend bekannt und können bei entsprechender technologischer Führung beherrscht und vermieden werden.[3][5]

## Gushing-Test
Zur Charakterisierung von Rohstoffen, wie z. B. Malz oder Rohfrucht, und zur Vorhersage eines möglichen Gushings im Endprodukt dient der Modifizierte Carlsberg-Test. Dazu wird ein Kaltwasserauszug eines Malz- oder Rohfrucht-Grobschrotes nach Einengung durch Sieden mit standardisiertem Tafelwasser versetzt. Nach definiertem Schütteln und Öffnen der Flaschen wird das Gewicht der überschäumenden Flüssigkeitsmenge bestimmt und als Maß für das Gushing-Potenzial des Malzes oder der Rohfrucht betrachtet.

## Bier
Bei dem Naturprodukt Bier werden jahrgangsbedingte Qualitätsschwankungen infolge unterschiedlicher Witterungsverläufe in der Wachstumsphase der Braugetreide Gerste und Weizen als Auslöser für das sehr selten auftretende primäre Gushing vermutet. Insbesondere in feuchten Jahren kann es im Getreide zu starken Veränderungen kommen, die nach Sicht der heutigen Wissenschaft zu einem erhöhten Gushing-Potential der daraus hergestellten Malze führen. Eine feuchte Witterung während der sogenannten Bestockung, der Blüte oder bei der Ernte begünstigt die Bildung der oben genannten Kondensationsteilchen. In diesem Zusammenhang werden auch Feldkontaminationen mit Mikroorganismen und Abwehrreaktionen der Pflanzen darauf diskutiert.
Bereits geringste Kontaminationen, die weit davon entfernt sind, eine gesundheitliche Gefahr für die Verbraucher darzustellen, reichen aus, um Gushing auszulösen.
Bislang ist es nicht gelungen, diese natürlich vorhandenen Gushing-verursachenden Substanzen eindeutig analytisch zu identifizieren und somit während der Malz- und Bierproduktion zu entfernen. Erschwerend kommt hinzu, dass Gushing kein monokausales Phänomen ist, sondern im Zusammenwirken von Rohstoffen, Brauwasserzusammensetzung und Beschaffenheit der Flaschen entsteht. Bier, bei dem Gushing aufgetreten ist, unterscheidet sich weder analytisch noch geschmacklich von „normalem“ Bier und ist nicht gesundheitsschädlich.
Meist tritt Gushing erst mehrere Wochen nach der Abfüllung des Bieres auf. Bei Gushing handelt es sich um ein sehr selten vorkommendes jahrgangsbedingtes Rohstoffphänomen, das bei dem Naturprodukt Bier auftreten kann und auf das Mälzereien und Brauereien im Rahmen der Bierproduktion nur wenig Einfluss haben.

## Schaumwein
Bei Schaumwein kann Gushing durch eine nicht einwandfreie Oberfläche der Glasflasche oder durch Kristalle in der Flüssigkeit verursacht werden.